# プロット48
プロット48（英語: PLOT 48）は、神奈川県横浜市西区みなとみらいに所在する施設。都市再生機構（UR都市機構）が土地を所有するみなとみらい地区48街区に位置する。

## 概要
横浜みなとみらい21の開発の中心的役割を担う住宅・都市整備公団横浜特定再開発事務所、公団工事監督員詰所および第三セクターの3社が、みなとみらい線の開通に伴う駅周辺開発が行われるまで使用する暫定施設（仮設事務所）として建設され、1996年（平成8年）6月に「ブルーマリーナMM21」の名称で竣工した。長期的な仮設事務所として計画されたため、構造は最小断面、軽量化、ロ－コストを目標に設計された。
その後、都市再生機構（UR都市機構、旧：住宅・都市整備公団→都市基盤整備公団）が横浜中央都市整備事務所として2006年（平成18年）まで使用していた。

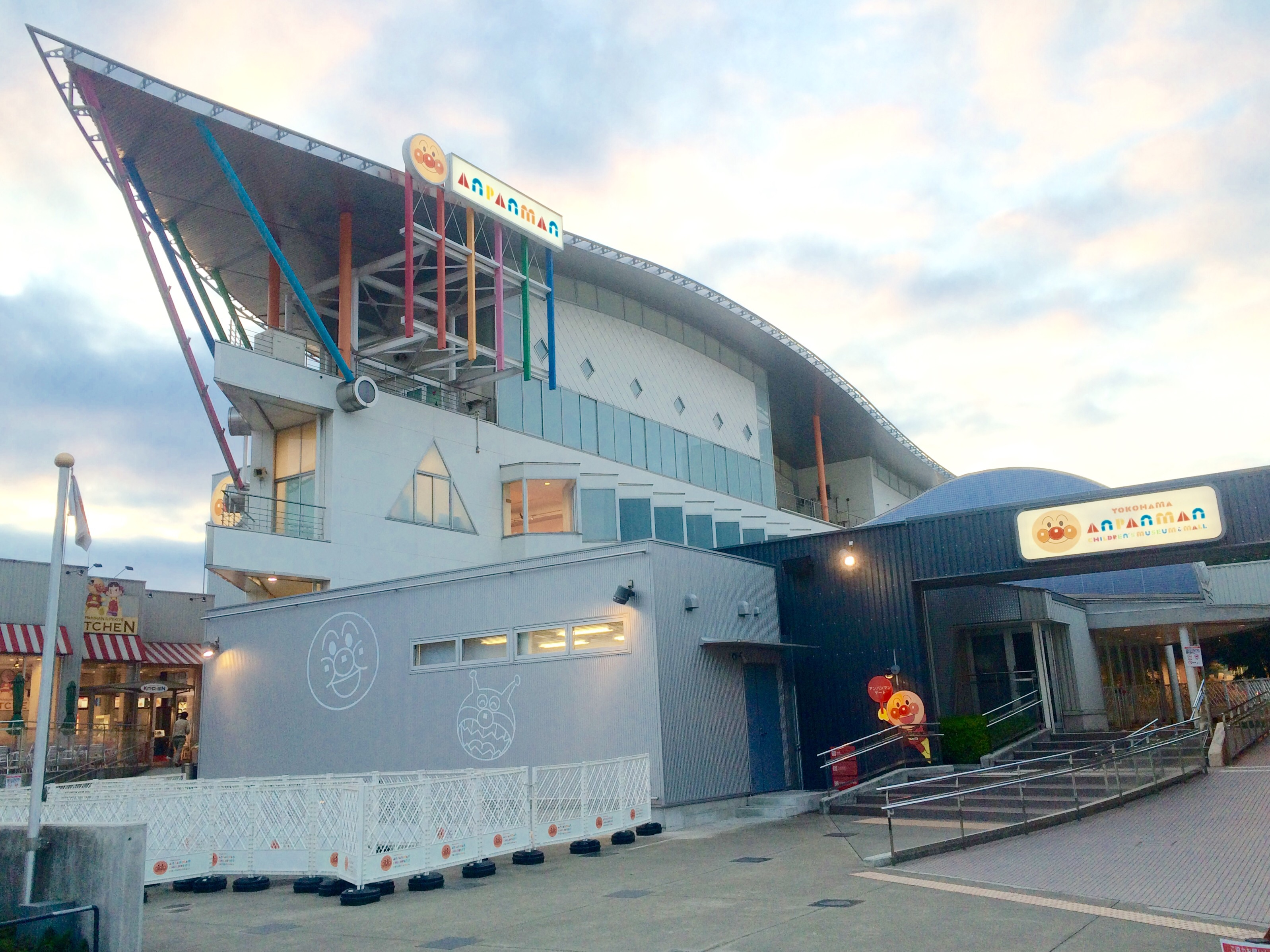
旧・横浜アンパンマンこどもミュージアム&モール時代（2015年）

事務所閉鎖後の2006年（平成18年）10月から改装が行われ、2007年（平成19年）4月20日に「横浜アンパンマンこどもミュージアム（のちに横浜アンパンマンこどもミュージアム&モールに改称）」として再開業した。しかし、10年間の暫定利用として期間限定を前提に運営されていたことから、2019年（令和元年）5月26日に閉館し、同年7月に61街区（マリノスタウン跡地）へ移転した。

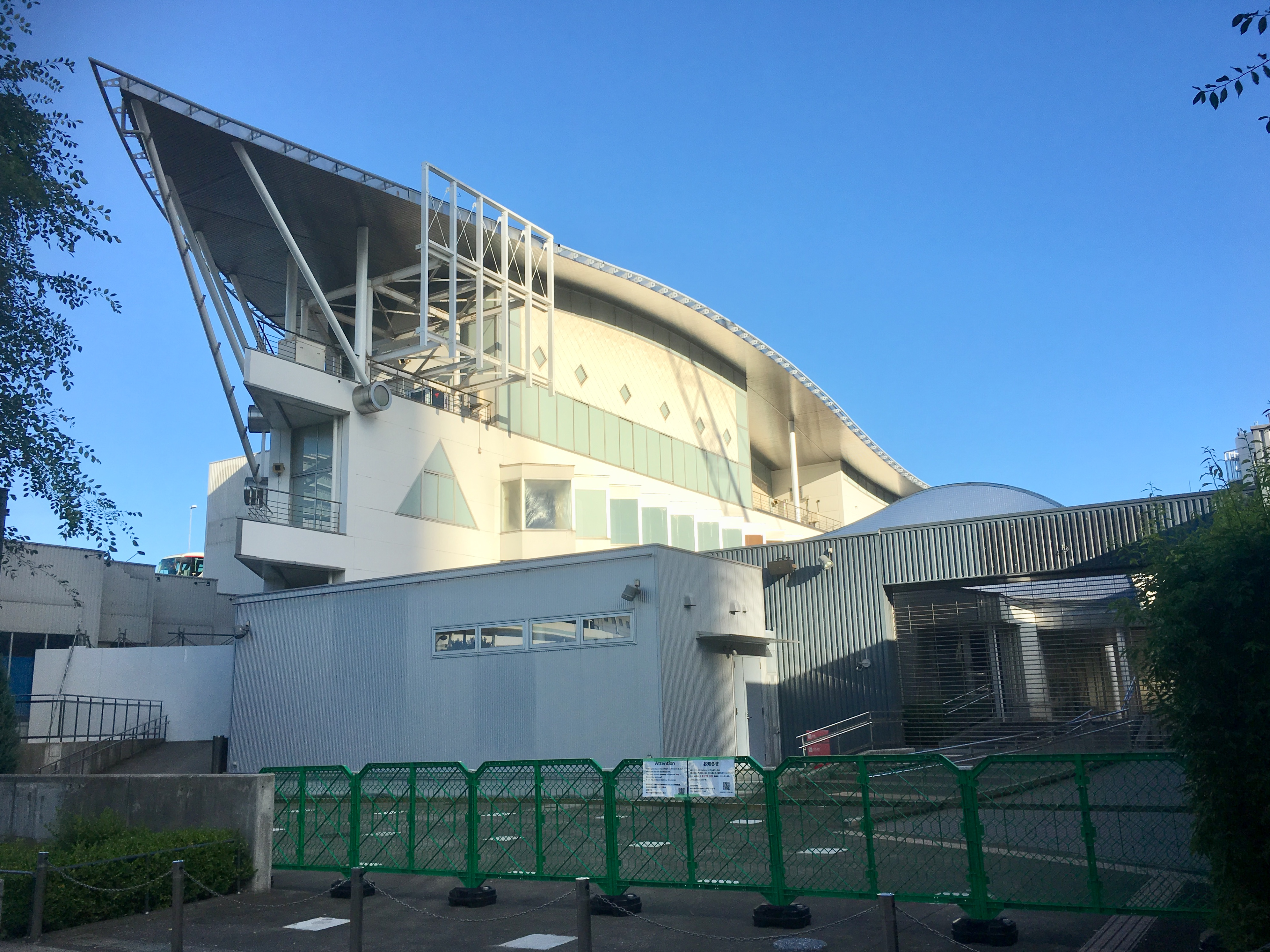
上記施設の閉館後には屋根を支えるポール状の柱などの塗装が変更された（2019年）

ミュージアム閉館後は再度改装が行われ、施設名称を「プロット48」(PLOT 48) に改称して2020年（令和2年）7月17日から同年10月11日まで開催されたヨコハマトリエンナーレ2020の会場の一つとなった。
トリエンナーレ閉幕後は「プロット48」の名称のまま再び仮設事務所として活用されることとなり、2021年（令和3年）1月から2022年（令和4年）10月まで休館していた横浜みなとみらいホールの仮事務所が所在したほか、同じく長期休館していた横浜美術館の仮事務所も2021年（令和3年）7月から2023年（令和5年）12月まで所在していた。
その後は同名称のまま横浜都市みらいの管理により、賑わいや文化芸術の創出などを目的として様々な用途で暫定利用を数年間継続することとなり、2024年（令和6年）12月には南側の一部が約1年間限定イベント「MYSTERY OF TUTANKHAMEN/ミステリー・オブ・ツタンカーメン〜体感型古代エジプト展〜」の会場「ツタンカーメン・ミュージアム」となっているほか、北側のテラス棟ではBankART1929が同月よりアーティストシェアスタジオ「ExPLOT Studio」を開設している（2025年度以降も継続）。
なお、暫定利用終了後については未定だが、UR都市機構が改めて新たな事業者の公募（土地譲渡または土地賃借〈暫定土地利用〉の入札）を実施する可能性もある。